# Shenzhen Science & Technology Museum

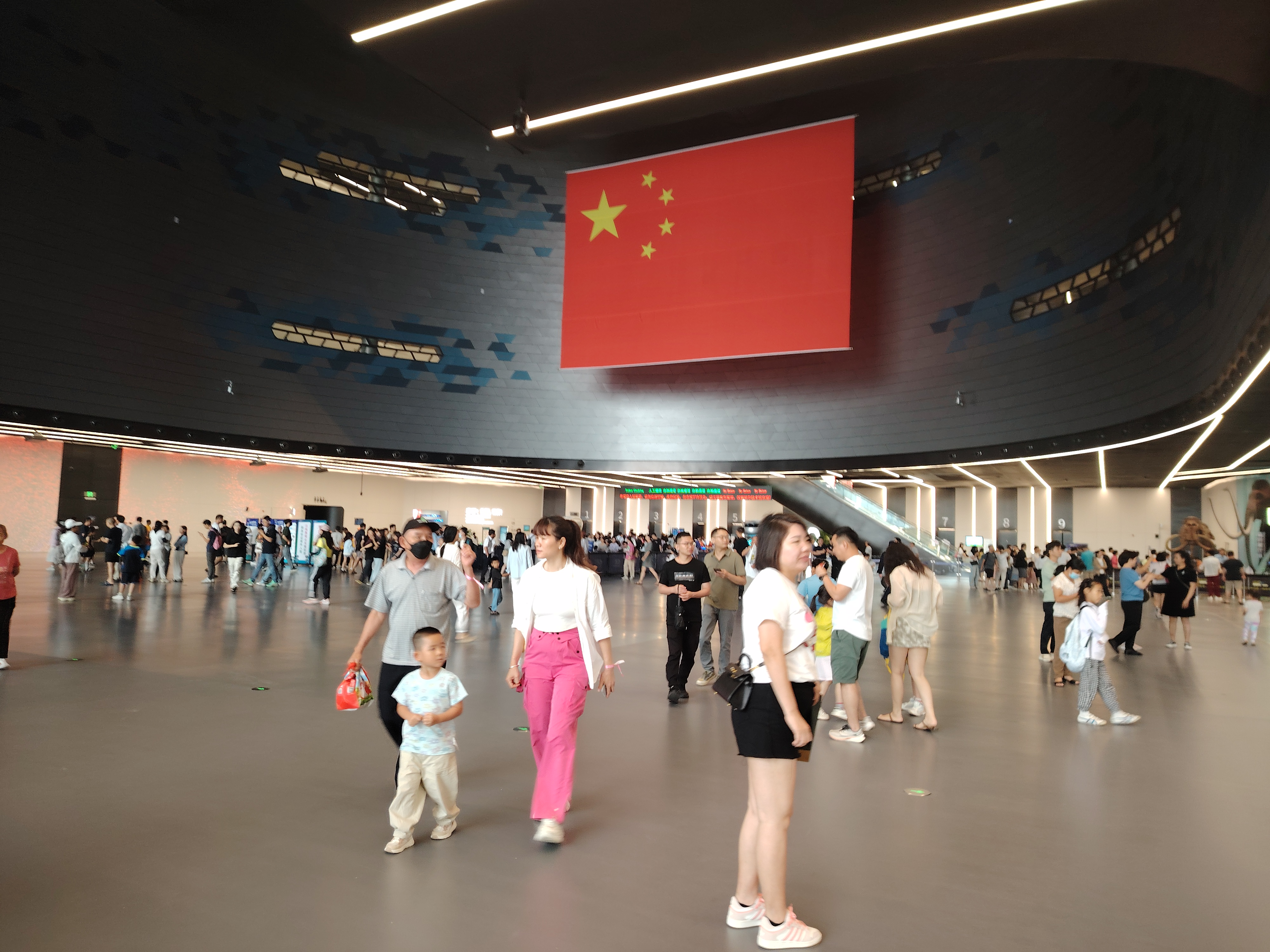

Shenzhen Science & Technology Museum (Vereenvoudigd Chinees: 深圳科学技术馆) is een museum in het district Bao'an van de Zuid-Chinese stadsprefectuur Shenzhen met als thema populaire wetenschap en technologie. Het museum opende op 1 mei 2025. Het is een dependance van het in het centrum van de stad gelegen Shenzhen Science Museum. De architectonische vorm wordt het “grote ruimteschip” genoemd.
Het hoofdgebouw is ontworpen door Zaha Hadid Architects en Huayang International Design Group en heeft de vorm van een groot ruimteschip. De buitenkant van het gebouw bestaat uit 95.888 roestvrijstalen panelen in verschillende vormen, waaronder vlakke panelen, enkelvoudig gebogen oppervlakken, hyperboloïde oppervlakken en andere vormen. Na drie jaar onderzoek heeft het engineeringteam ervoor gezorgd dat de roestvrijstalen panelen aan de buitenmuur van het gebouw een metalen kleurverloop vertonen met kleurschakeringen, aangeduid als schakeringen tussen ‘Nebula Blue’ en ‘Phantom Gray’. De gevel van het museum is de eerste grootschalige toepassing van tweekleurige INCO-technologie in China. Door een elektrolytformule en oxidatietijd nauwkeurig te regelen, ontstaat er een oxidefilm op nanoschaal op het oppervlak van het staal, waardoor de gevel een zelfbeschermende, zelfreinigende microlagen krijgt die de levensduur verlengt door de weer- en corrosiebestendigheid te verhogen en het roestvrij staal een fijne textuur en kleur geeft zonder dat er verf nodig is. De kleurovergang van de gevel loopt van diepblauw naar verschillende grijstinten, wat een dynamiek oproept van hemellichamen die in de ruimte ronddraaien en tegelijkertijd diepte en textuur toevoegt.
De tentoonstellingsruimte in het museum heeft een oppervlakte van 35.000 vierkante meter en is ingedeeld in zeven functionele zones. Naast de 35.000 m² aan permanente en tijdelijke tentoonstellingszalen en galerijen, wordt er in 6.000 m² ruimte geboden aan theaters en bioscopen, en kregen de onderzoekslaboratoria, educatieve faciliteiten en het innovatiecentrum ook 5.400 m² ruimte toegewezen. Daarnaast zijn er 34.000 m² aan bezoekersvoorzieningen en opslagruimtes, aangevuld met productie- en onderhoudswerkplaatsen. Een deel van de galerijen worden ontsloten vanuit trappen en wandopeningen die leiden naar het centrale 33 m hoge atrium, terwijl andere galerijen boven de indrukwekkende omvang en compositie van de grote openbare ruimte van het atrium zweven.
Het museum heeft zes bovengrondse verdiepingen en twee ondergrondse verdiepingen voor parkeerplaatsen. De tentoonstellingsruimtes bevinden zich voornamelijk op de eerste tot en met de vijfde verdieping. Op de eerste verdieping bevindt zich het Science Education Theater, dat is uitgerust met LED-, 3D- en 4D-technologie. Op de tweede verdieping verkent de tentoonstelling “Hello World” de mogelijkheden van het leven in de toekomst en de digitale wereld, met meer dan 20 tentoonstellingsstukken over de evolutie van AI. De derde verdieping is gewijd aan communicatietechnologie, koolstofarme gemeenschappen, technologische veiligheid en AI. Bezoekers kunnen ook meer te weten komen over de evolutie van tekst en communicatiemethoden. Een “Smart Industry Exhibition Hall” op de vierde verdieping toont slimme productie, slimme logistiek en biogeneeskunde, samen met een cyberpunk-achtige AI-kunsttentoonstelling en een bioscoop met een gigantisch scherm. Op de vijfde verdieping bevindt zich ten slotte de tentoonstellingszaal “Exploring the Source of the Universe” met een ruimtecapsule op schaal 1:1 en meeslepende tentoonstellingsstukken over ruimteverkenning.
Het museum is geopend van dinsdag tot en met vrijdag van 10.00 tot 17.00 uur en op zaterdag en zondag (en feestdagen) van 9.30 tot 17.00 uur. De toegangsprijs in 2025 is 50 yuan voor volwassenen en 16 yuan voor kortingskaarten.
Het museum in het subdistrict Guangming van Bao'an is verbonden met en wordt bediend door het metrostation Guangming dat ligt aan de lijnen 6 en 6B van de metro van Shenzhen.

## Geschiedenis
In december 2019 werd het Guangming Science and Technology Park ingehuldigd en werd de eerste steen van het museum gelegd.
Op 16 december 2023 werd het bouwwerk opgeleverd en aan de exploitant geleverd voor de afwerking.
Het museum opende op 1 mei 2025.